# Вацлав Ян Томашек
Вацлав Ян Крштітель Томашек (17 квітня 1774, Скутеч, Богемське королівство — 3 квітня 1850, Прага) — чеський композитор та педагог.

## Біографія

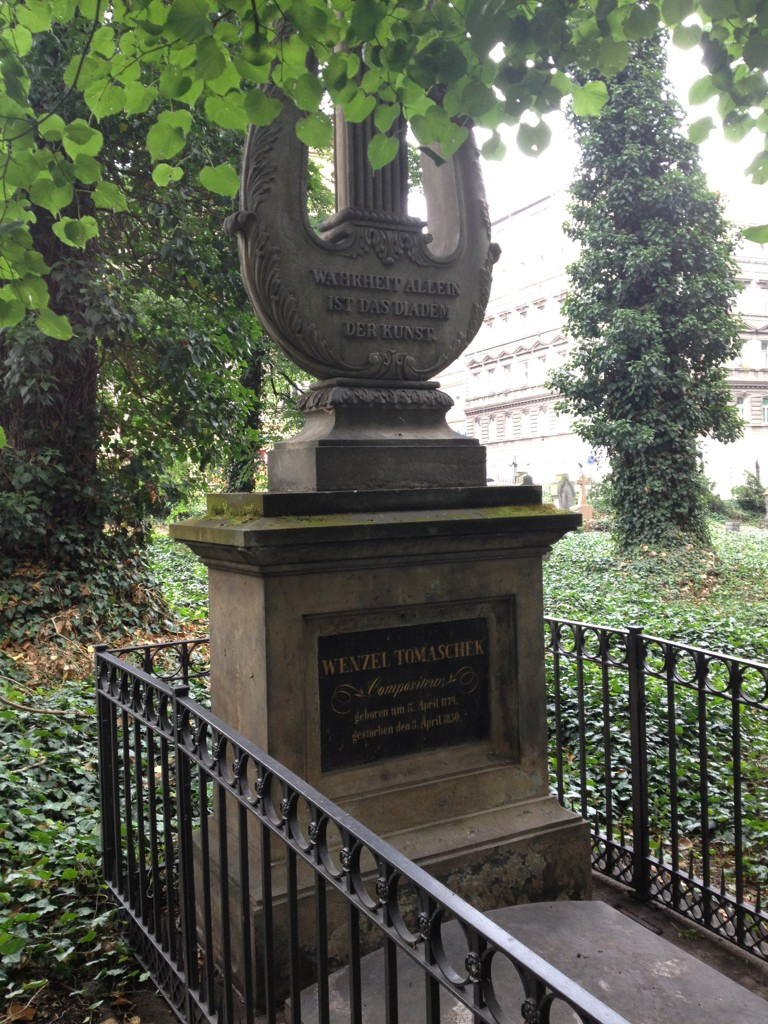
Могила Томашека

Будучи піаністом-самоучкою, він став одним із найважливіших викладачів фортепіано Праги століття. До 1824 викладав фортепіано в аристократичних родинах. Після цього створив важливу музичну школу; серед її найвідоміших учнів були Ян Вацлав Воржішек, Олександр Дрейшок та Едуард Ганслік. Томашек познайомився з Бетовеном, а також Ґете, до віршів якого писав музику. Вів листування із польською піаністкою та композитором Марією Аґатою Шимановською. Його автобіографія була надрукована німецькою та в чеському перекладі. Він жив за адресою вулиця Томаська чеськ. Tomášská 15 у Празі — на будівлі є меморіальна дошка про нього чеською та німецькою.

## Стиль
Томашек написав багато творів для фортепіано і став попередником ліричної фортепіанної п'єси, що пізніше досягла свого апогею у творчості Шуберта та Шопена. Спочатку він залишався вірним класичному стилю, але потім потрапив під вплив романтизму. Важливу роль в його творчості відіграють пісні. Окрім пісень на німецькі вірші Ґете, він також писав пісні на патріотичні слова чеських авторів. Він писав короткі п'єси для скляної арфи та органу і твори для хору.
У 1823—1824 він був одним із 50 композиторів, що написали варіацію на вальс Антона Діабеллі.